# Powiat d'Ostrowiec
Le powiat d'Ostrowiec Świętokrzyski (en polonais : powiat ostrowiecki) est un powiat appartenant à la voïvodie de Sainte-Croix dans le centre-sud de la Pologne.

## Division administrative
Le powiat comprend 6 communes :
- 1 commune urbaine : Ostrowiec Świętokrzyski ;
- 2 communes urbaines-rurales : Ćmielów et Kunów ;
- 3 communes rurales : Bałtów, Bodzechów et Waśniów.